# 세계 지식 재산권 기구

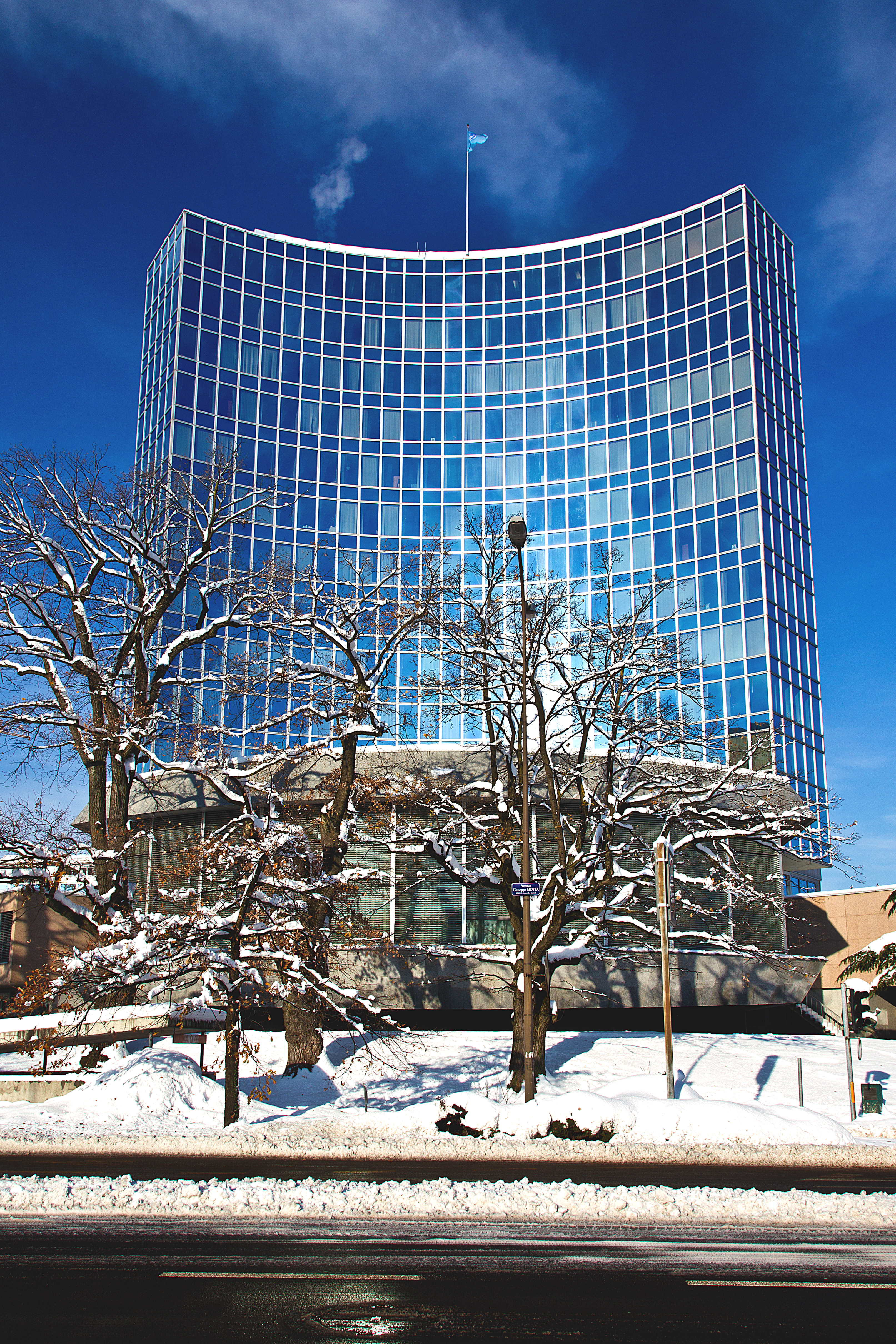
제네바에 위치한 WIPO 본사

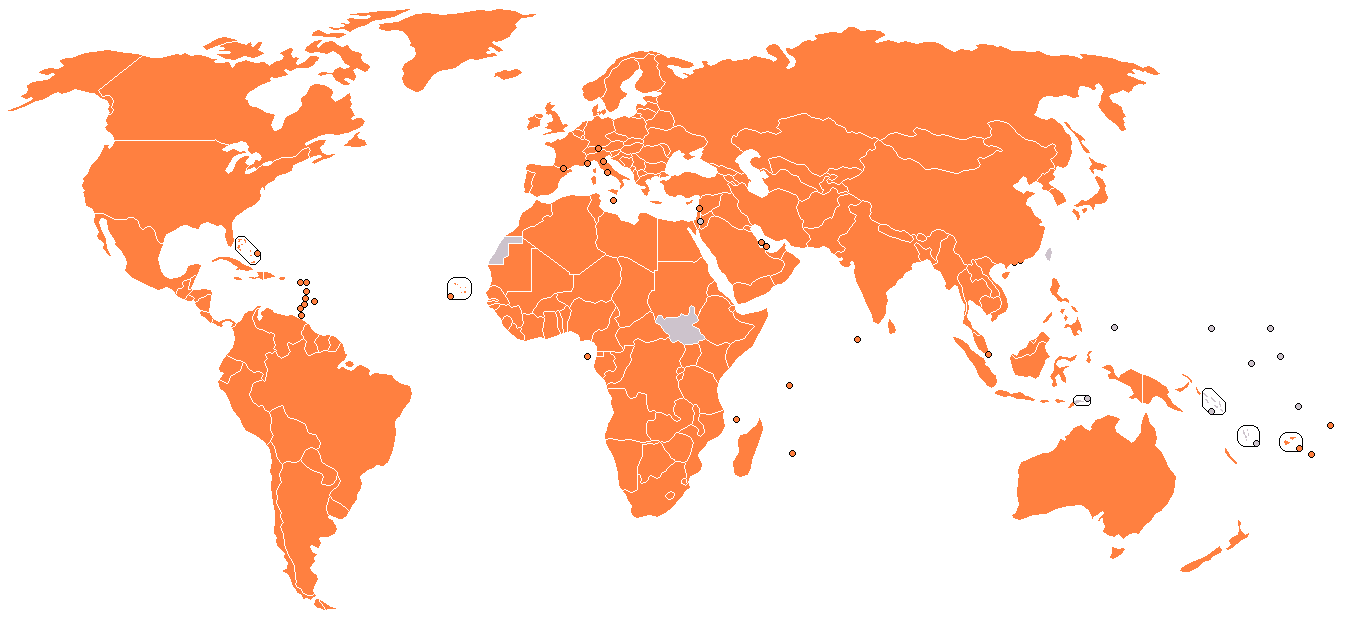
회원국 지도

세계 지식 재산권 기구(世界知識財產權機構, 영어: WIPO, World Intellectual Property Organization, 프랑스어: OMPI, Organisation mondiale de la propriété intellectuelle) 또는 세계 지적 재산권 기구(世界知的財産權機構)는 유엔의 특별기구 16개 중 하나로, 1967년 설립돼 창조 활동을 증진하고 지식 재산권을 전 세계적으로 보장하자는 취지에서 출범했다. 1967년 스톡홀롬에서 서명돼 업무를 시작했다.
현재 193개국을 회원국으로 갖고 있으며 26개의 국제 조약을 관할한다. 본부는 스위스 제네바에 있으며 현재 총장은 2008년 10월 1일 임기를 시작한 프랑시스 게리이다. 거의 대부분의 가입국은 유엔 회원국이며, 비회원국인 바티칸 시국 또한 포함돼 있다. 다만 키리바시, 미크로네시아, 나우루, 팔라우, 솔로몬 제도, 동티모르, 투발루, 바누아투, 중화민국, 팔레스타인 등은 참여하지 않고 있다.

## 설립 배경과 목적
지적재산권과 문학·예술·과학 등 모든 분야의 발명·발견·창작 및 그 구체화(물)에 미치는 재산적·인간적 권리 일반을 의미하는 20세기의 새로운 개념이다. 이를 주장하는 주체는 이미 산업 및 사회전반이 일정한 수준 이상에 도달해 있는 선진자본주의 국가들인데, 그 권리를 인정하고 보호해야 함에는 원칙적으로 모두가 긍정하나, 저개발국·개발도상국 등 국가발전이 최우선 절대의 과제인 국가들에게는 지급해야 할 사용료·인세 등 대가부담이 너무 크다는 문제가 있다.
WIPO의 설립목적은 '국가간의 협조를 통하여, 그리고 적당한 경우에는 기타 모든 국제기구와 공동으로 전세계 지적 재산권의 보호를 촉진하고 지적 재산권 보호와 관련된 모든 동맹(Union)과의 행정적 협조를 확보하는 데 있다'고 동협약은 밝히고 있으며, 이를 달성하기 위한 임무와 권한을 명시하고 있다.

## 기관 및 회원 자격
상설기관으로 총회·당사국회의·조정위원회·국제사무국이 있으며 그 아래 부속·보조기관을 설치하고 있는데, WIPO는 재정을 2분하여 공통되는 비용예산과 당사국회의의 예산을 갖는다. 회원국 자격은 목적에서 밝힌 제동맹 회원국과 국제연합·국제연합전문기구·IAEA 회원국 또는 ICJ 당사국, 총회에 의해 WIPO 당사국이 되도록 초청받은 국가에 부여되는데, 이는 완전한 문호개방을 의미한다.

## 역사
현재 기구의 전신은 1883년 승인된 공업소유권보호동맹조약(Paris Convention for the Protection of Industrial Property)을 관장하던 국제지식재산권본부(United International Bureaux for the Protection of Intellectual Property, Bureaux Internationaux Réunis pour la Protection de la Propriété Intellectuelle)였다.
1970년 4월 26일 반강제적으로 현재의 체제가 출범했으며 헌장 3조에 의거해 모든 국가를 편입하는 것을 목표로 하고 있다. 1974년 특별기구가 됐다.
다른 기구와는 달리 독립적으로 기금이 운영된다. 2006년 90% 이상의 세원은 2억 5천만 스위스 프랑 이상이었다. 특허협력조약과 국제특허를 담당하면서 수수료 따위로 생겨난 것으로 이외에 산업디자인 특허체제도 이곳에서 관리한다.
조선민주주의인민공화국은 1974년에 가입하였다. 대한민국은 1973년 5월부터 참관인 자격으로 관망해 오다가 1979년 3월 정식 가입하였다.
2007년 9월 28일에는 해당 기구가 한국어를 국제 공개어로 채택하였다.

## 같이 보기
- 세계 지식 소유권 기구 저작권 조약
- 지식 재산권